# 神代駅 (兵庫県)
神代駅（じんだいえき）は、かつて兵庫県三原郡三原町（現・南あわじ市）神代地頭方に存在した、淡路交通鉄道線の駅（廃駅）である。

## 歴史
- 1923年（大正12年）11月22日：淡路鉄道の市村 - 賀集間開通に伴い開業[1]。
- 1943年（昭和18年）7月：社名改称に伴い淡路交通鉄道線の駅となる。
- 1966年（昭和41年）10月1日：鉄道線の廃線に伴い廃止[2]。

## 駅構造
単式ホーム1面1線の地上駅で、洲本方から見て左側にホームがあった。ホーム上には待合室が設置されていた。
最晩年は乗車券類の販売が近隣の商店に受託されていた。

## 駅周辺
三原町神代地区の中心地から南西へ外れた位置に存在した。
- 国道28号
- 馬乗捨川

## 駅跡
線路跡は舗装路となっており、駅の存在を示すものは残されていない。

## 隣の駅
淡路交通
鉄道線
市村駅 - 神代駅 - 賀集駅